# Ръждивоух гвенон
Ръждивоухият гвенон (Cercopithecus erythrotis) е вид бозайник от семейство Коткоподобни маймуни (Cercopithecidae). Видът е световно застрашен, със статут Уязвим.

## Разпространение и местообитание
Разпространен е в Екваториална Гвинея, Камерун и Нигерия.